# Liste des ministres sud-africains de la Justice
Liste des ministres de la justice d'Afrique du Sud :
| #  | Nom                                           |  | Parti                        | Terme                            |
| -- | --------------------------------------------- |  | ---------------------------- | -------------------------------- |
| 1  | James B. Hertzog (1866-1942)                  |  | Parti sud-africain           | 1910–1912                        |
| 2  | Jacobus Wilhelmus Sauer (1850-1913)           |  | Parti Sud-Africain           | 1912–1913                        |
| 3  | Nicolaas Jacobus de Wet (1873-1960)           |  | Parti Sud-Africain           | 1913–1924                        |
| 4  | Tielman Johannes de Villiers Roos (1879-1935) |  | Parti national               | 1924–1929                        |
| 5  | Oswald Pirow (1890-1959)                      |  | Parti national               | 1929–1933                        |
| 6  | Jan Smuts (1870-1950)                         |  | Parti Sud-Africain/Parti uni | 1933–1939                        |
| 7  | Colin Fraser Steyn (1887-1959)                |  | Parti Uni                    | 1939–1945                        |
| 8  | Harry Gordon Lawrence (1901 -1973)            |  | Parti Uni                    | 1945–1948                        |
| 9  | Charles Swart (1894-1982)                     |  | Parti national               | 1948–1959                        |
| 10 | F.C. Erasmus (1896-1967)                      |  | Parti national               | 1959–1961                        |
| 11 | John Vorster (1915-1983)                      |  | Parti national               | 1961–1966                        |
| 12 | Petrus Cornelius Pelser (1907-1974)           |  | Parti national               | 1966–1974                        |
| 13 | Jimmy Kruger (1917-1987)                      |  | Parti national               | 1974-1979                        |
| 14 | Alwyn Schlebusch (1917-2008)                  |  | Parti national               | 1979–1980                        |
| 15 | Kobie Coetsee (1931-2000)                     |  | Parti national               | 1980–1994                        |
| 16 | Dullah Omar (1934-2004)                       |  | ANC                          | 1994–1999                        |
| 17 | Penuell Maduna (né en 1954)                   |  | ANC                          | 1999–2004                        |
| 18 | Brigitte Mabandla (née en 1948)               |  | ANC                          | 2004-2008                        |
| 19 | Enver Surty                                   |  | ANC                          | 2008-2009                        |
| 20 | Jeff Radebe                                   |  | ANC                          | 11 mai 2009 - 25 mai 2014        |
| 21 | Michael Masutha                               |  | ANC                          | 25 mai 2014 - 31 mai 2019        |
| 21 | Ronald Lamola                                 |  | ANC                          | 31 mai 2019 - 30 juin 2024       |
| 22 | Thembi Simelane                               |  | ANC                          | 3 juillet 2024 - 3 décembre 2024 |
| 23 | Mmamoloko Kubayi-Ngubane                      |  | ANC                          | depuis le 3 décembre 2024        |